# Dardânia (Europa)

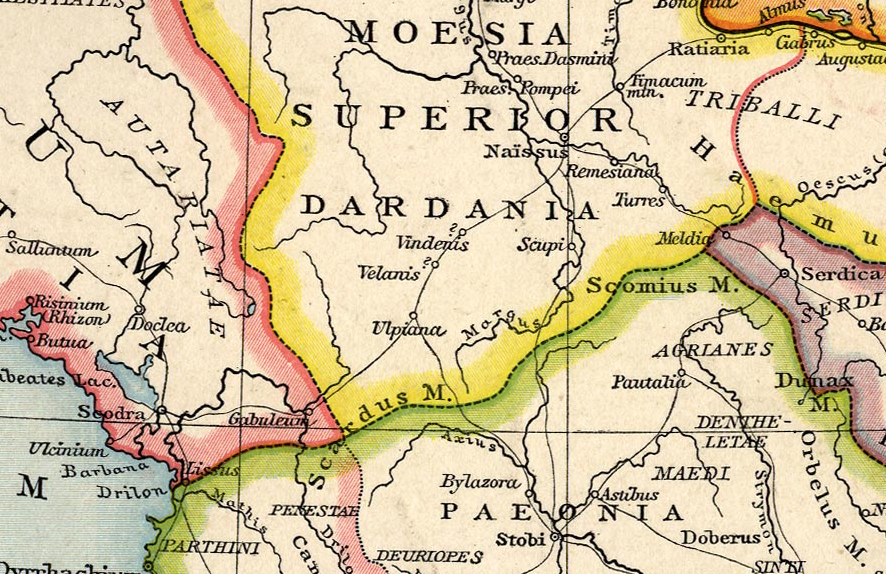
Região da Dardânia, ainda parte da Mésia Superior, num mapa de 1886.

Dardânia (em albanês: Dardania; em sérvio e macedônio: Дарданија, Dardanija; em em grego: Δαρδανία; romaniz.: Dardania) foi uma região histórica que abrangia os atuais territórios do Cossovo, a região setentrional da Macedônia do Norte (incluindo sua capital, Escópia), o nordeste da Albânia, e territórios meridionais da Sérvia.
Alguns acadêmicos, como o geólogo austríaco Ami Boué, sustentam que o nome da Dardânia viria de uma palavra ilíria, que teria evoluído para o albanês dardhë ("pera", em português).

## População
A região era habitada por ilírios, celtas e trácios. Os habitantes originais da região eram parte da tribo dos dardânios (dardani), tida por alguns estudiosos como uma subdivisão dos ilírios, possivelmente após misturarem-se com os trácios. 

## Dardânia romana e bizantina
Depois da conquista romana da Ilíria em 168 a.C., a região foi colonizada por romanos e diversas cidades foram fundadas na região. A região foi conquistada pelos romanos em 28 a.C. e tornou-se parte da província romana da Mésia, que constituía a fronteira entre as províncias da Ilíria e a Macedônia. 
A partir de 238, a Mésia passou a ser constantemente invadida ou atacada pelos cárpios (carpi) e godos. 
Durante a reforma administrativa de Diocleciano (r. 284-311) e Constantino (r. 306-337), a Diocese da Mésia foi criada abrangendo a maior parte da região central dos Balcãs e da península da Grécia. Depois de uns poucos anos, porém, ela foi dividida em duas, formando a Diocese da Macedônia e a Diocese da Dácia, esta última subdividida nas províncias da Dácia Mediterrânea, Mésia Inferior, a Dardânia, Prevalitana e a Dácia Ripense.
Pressionados pelos hunos, os godos cruzaram novamente o Danúbio - eles já haviam invadido em 250 - durante o reinado de Valente (376) e, com permissão imperial, assentaram-se na Mésia como federados Contudo, a Dardânia desta fase tardia não incluía mais sua porção oriental, a chamada Dácia Aureliana.
A Dardânia permaneceu sob controle do Império Bizantino até o início do século VII, quando a invasão eslava dos Balcãs acabou com a autoridade bizantina na maior parte da península balcânica. Desde então, deixou de existir como entidade administrativa segregada.

### Cidades
As maiores cidades da Dardânia na época romana eram Ulpiana (atual Pristina, capital do Kosovo), Theranda, Viciano, Scupi (Escópia, na República da Macedônia), a capital da província, Vindenis e Velanis. Nesta época, Naísso (Niš, na moderna Sérvia), um antigo assentamento celta, era a cidade mais importante da província. Os romanos fundaram ainda a cidade mineira de Município Dardânico (Socanica perto do vale do Ibar), que estava intimamente ligado à forja conhecida como Metalla Dardanica.
Dácios também viveram na região, principalmente na cidade de Quemedava.

### Sés episcopais
As sés episcopais da província que aparecem no Annuario Pontificio como sés titulares são:
- Diocleciana (Castória?)

## Influência
Os kosovares representam a Dardânia como o berço do Kosovo, e as escolas albanesas da região ensinam os seus alunos que eles são os descendentes dos dardânios, coincidindo as fronteiras da antiga Dardânia com as do Kosovo atual (que só foram determinadas em 1945). 